# Карієво
Карі́єво (рос. Кариево, башк. Ҡарый) — село (у минулому присілок) у складі Краснокамського району Башкортостану, Росія. Адміністративний центр Карієвської сільської ради.
Населення — 505 осіб (2010; 491 у 2002).
Національний склад:
- марійці — 91 %